# Гончие Псы
Го́нчие Псы (лат. Canes Venatici) — созвездие северного полушария неба. Площадь — 465,2 квадратного градуса; 57 звёзд, видимых невооружённым глазом. Наилучшие условия видимости в марте—апреле. Видно на всей территории России.

## Известные объекты[2]
- Ярчайшая звезда созвездия — α Гончих Псов, имеющая собственное название «Сердце Карла» в память об отменённом созвездии «Сердце Карла», включавшем единственную звезду, — одна из красивейших двойных звёзд и являющаяся прототипом целого класса переменных звёзд.
- Звёздное скопление М 3 (NGC 5272) — шаровое скопление; содержит около 500 тысяч звёзд.
- Галактика «Водоворот», (М 51 или NGC 5194) — спиральная галактика типа Sc. Удалена от нас на 38 миллионов световых лет. В 1994 в галактике наблюдалась сверхновая. Имеет галактику-спутник — NGC 5195.
- Галактика М 106 (NGC 4258) — пекулярная спиральная галактика типа Sbp. Удалена от нас на расстояние в 21 миллион световых лет.
- Пара галактик NGC 4490 (10-я видимая звёздная величина) и NGC 4485 — 12,5-я.
- NGC 4449 — неправильная галактика, которую Эдвин Хаббл приводил как образец неправильных галактик. В ней идёт активное звездообразование. Причина этого — поглощение более мощной галактикой меньшей.
- Галактика М 94 (NGC 4736) — спиральная, типа Sb. Имеет очень яркую внутреннюю область, в которой идёт активное звездообразование.
- Пара галактик NGC 5005 (C 29) и NGC 5033 — спиральные. NGC 5005 — более яркая.
- Галактика «Подсолнух» (M 63 или NGC 5055) — спиральная, типа Sb. Входит в одну группу с галактикой M 51. В 1971 году в галактике наблюдалась вспышка сверхновой.
- Галактика NGC 4395 — спиральная с низкой поверхностной яркостью. Удалена на 11 миллионов световых лет. В центре галактики обнаружена очень маленькая «чёрная дыра», которая в 65-66 тысяч раз массивнее Солнца.
- Галактика «Кит» (NGC 4631, C 32) — спиральная, типа Sc. Видна «с ребра». Наблюдается вместе с эллиптической галактикой NGC 4627.
- Галактика «Лом» (NGC 4656).
- Галактики NGC 4151 и NGC 4145. NGC 4151 известна как «Око Саурона». Это — сейфертовская спиральная галактика с перемычкой типа Sba. Учёные предполагают присутствие в её центре сверхмассивной «чёрной дыры».
- Галактика NGC 4244 (C 26). Повёрнута к нам «ребром».
- Галактика NGC 4214 — неправильная, типа IBm.
- Чёрная дыра TON 618 — сверхъяркий радиогромкий квазар, расположенный вблизи Северного полюса Галактики в созвездии Гончие Псы. С квазаром связана ультрамассивная чёрная дыра массой 66 млрд масс Солнца.

## История
Новое созвездие. Введено Яном Гевелием в небесном атласе «Уранография», изданном в 1690 году. Гевелий изобразил созвездие в виде двух собак (Астерона и Хары), которых Волопас натравливает на Большую Медведицу. Нужно заметить, что собаки в изображении созвездия Волопас встречаются и раньше. Первое известное историкам астрономии подобное изображение появилось в 1493 году у немецкого картографа Джоаннеса Стоффлера, затем — в «Звёздной карте» Апиана в 1540 году. Использовался этот образ и позднее. Но эти изображения имели другую конфигурацию, собаки были меньше и, главное, не были выделены в отдельное созвездие и оставались безымянными. Таким образом, автором созвездия Гончие Псы можно действительно считать Яна Гевелия.
С созвездием связан древнегреческий миф, согласно которому Волопас обречён навсегда стеречь свою мать — Большую Медведицу. Поэтому он крепко удерживает поводки Гончих Псов, готовых наброситься на Большую Медведицу и растерзать её.

## В литературе
Российский и советский поэт Эдуард Асадов в 1969 году написал стихотворение «Созвездие Гончих Псов», в котором есть такие строки:
Спадает с души все бренное,
Истории бьют часы,
Звенит серебром вселенная,
Летят по вселенной псы…